# Lepidosaphes yoshimotoi
Lepidosaphes yoshimotoi är en insektsart som beskrevs av Sadao Takagi 1970. Lepidosaphes yoshimotoi ingår i släktet Lepidosaphes och familjen pansarsköldlöss.
Artens utbredningsområde är Taiwan. Inga underarter finns listade i Catalogue of Life.